# Аксинін Олександр Тимофійович
Олександр Тимофійович Аксинін  (рос. Александр Тимофеевич Аксинин, 4 листопада 1954 — 28 липня 2020) — радянський легкоатлет, олімпійський чемпіон.

## Виступи на Олімпіадах
| Олімпіада     | Дисципліна              | Місце     |
| ------------- | ----------------------- | --------- |
| Монреаль 1976 | біг на 100 метрів       | 7 h2 r3/4 |
| Монреаль 1976 | естафета 4 x 100 метрів | 3         |
| Москва 1980   | біг на 100 метрів       | 4         |
| Москва 1980   | естафета 4 x 100 метрів | 1         |